# Árneshreppur
Árneshreppur (kiejtése: ˈaurˌnɛsˌr̥ɛhpʏr̥) önkormányzat Izland Nyugati fjordok régiójában.
Korábban a Trékyllisvík-barlang nevéből származó Víkursveit elnevezéssel illették. Trékyllisvík volt az 1654-es boszorkányégetés helyszíne.

## Fordítás
- Ez a szócikk részben vagy egészben  az   Árneshreppur című izlandi Wikipédia-szócikk ezen változatának fordításán alapul.  Az eredeti cikk szerkesztőit annak laptörténete sorolja fel. Ez a jelzés csupán a megfogalmazás eredetét és a szerzői jogokat jelzi, nem szolgál a cikkben szereplő információk forrásmegjelöléseként.